# Ehmann Viktor
Ehmann Viktor (helyenként Ehman vagy Emán, névváltozat: Győző) (Sárvár, 1853. szeptember 6. – Mátyásföld, 1928. szeptember 14.) vendéglős, földbirtokos. 
A Nagyicce beszálló vendéglő bérlője, majd tulajdonosa. Felvásárolva a környék földjeit és gyermekei házasságai révén kezdeményezője volt Sashalom község létrejöttének, amit kezdetben Ehmann-telepnek is neveztek.

## Élete
1878-tól bérelte a cinkotai nagybirtokos Beniczky Gábortól az addigra hírneves, feltehetően Beniczky Ödön idejében a Mátyás-mondakörből ismert Nagyiccéhez keresztelt fogadót és a hozzá tartozó területet, amit 1882-ben meg is vásárolt. Még ebben az évben családot alapított. A vendégfogadó mellett gazdálkodni kezdett, az erre alkalmas földeken, illetve a pesti határerdő és az országút mellett fekvő egyre több, főként mocsaras területeket felvásárolta Cinkota községtől, lakóktól és a Beniczkyektől is, de volt, hogy házasság révén került még több ingatlanvagyon a család kezelésébe. Az 1890-es évek végén kezdték meg intenzíven Huszka Gyula cinkotai jegyzővel földjeik parcellázását és eladását. Az olcsó házhelyek, ahogy Lantos Antal helytörténész fogalmaz „igen heterogén” lakosságot vonzottak. Az eredetileg mocsaras területek vízrendezése nem, illetve nem megfelelően történt meg, ezért az 1900–1910-es évek körül az oda épült épületek többször víz alá kerültek, ami miatt a környék lakói a hatóságokhoz fordultak, amikről – főleg a nagyobb esőzések után – a korabeli sajtó is beszámolt. A következő hangos botrány 1926-ban robbant ki, amikor a magyar korona válsága következtében per keletkezett Ehmann és azon telekvásárlók között, akik gyakran már lefizették a vételár nagyobb felét, a hátralékot azonban valorizálva, kamatokkal kellett megfizetniük. 
1923-ban hivatalosan az Ehmann- vagy Sashalom-telep néven is ismeretes terület önálló nagyközséggé alakult Sashalom néven 1950-ig, amikor Budapesthez csatolták a XVI. kerület részeként.
Több nagy adományt tett Ehmann-telep fejlődéséért. Ilyen az iskola és a katolikus templom telke. Pestvármegye törvényhatósági bizottságának tagja, 1899-ben a főváros X. kerületének iparhatósági megbízottja volt.
1928. szeptember 14-én, hetvenöt éves korában, rövid szenvedés után az ekkor még Cinkotához tartozó Mátyásföldön, Emma utca 2 szám alatti házában halt meg. A cinkotai régi temető családi sírboltjában helyezték örök nyugalomra.

## Családja
Sárváron született Ehmann (Emán) Mihály és Hutter Anna (1819 – Cinkota, 1897. október 24.) fiaként. Öccse, Ehmann Miklós (1855 – Budafok, 1904. április 24.) is vendéglős lett Rákosfalván (nejével, Kovacsics Etelkával 1886-ban szerzett ingatlanokat Alsó-Rákoson, majd 1897-ben nyitott ott vendéglőt a saját házában és ugyanekkor a X. kerület iparhatósági megbízottja is volt).

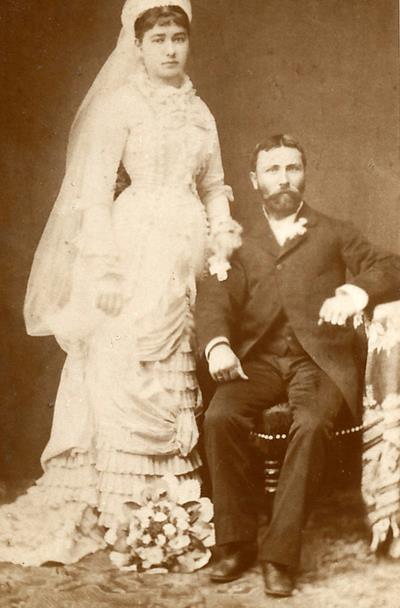
Esküvői kép (1882)

1882. november 21-én Pápán kötött házasságot Bujk Emmával (1858–1927). Testvére Bujk Béla (1856–1935) karcagi matematika-fizika tanár volt – aki unokája, Szuchy Károlyné Bujk Ibolya visszaemlékezése alapján széleskörű érdeklődése nyomán az Ehmann-telepi lecsapolások „tudományos hátterét” biztosította.
Gyermekei:

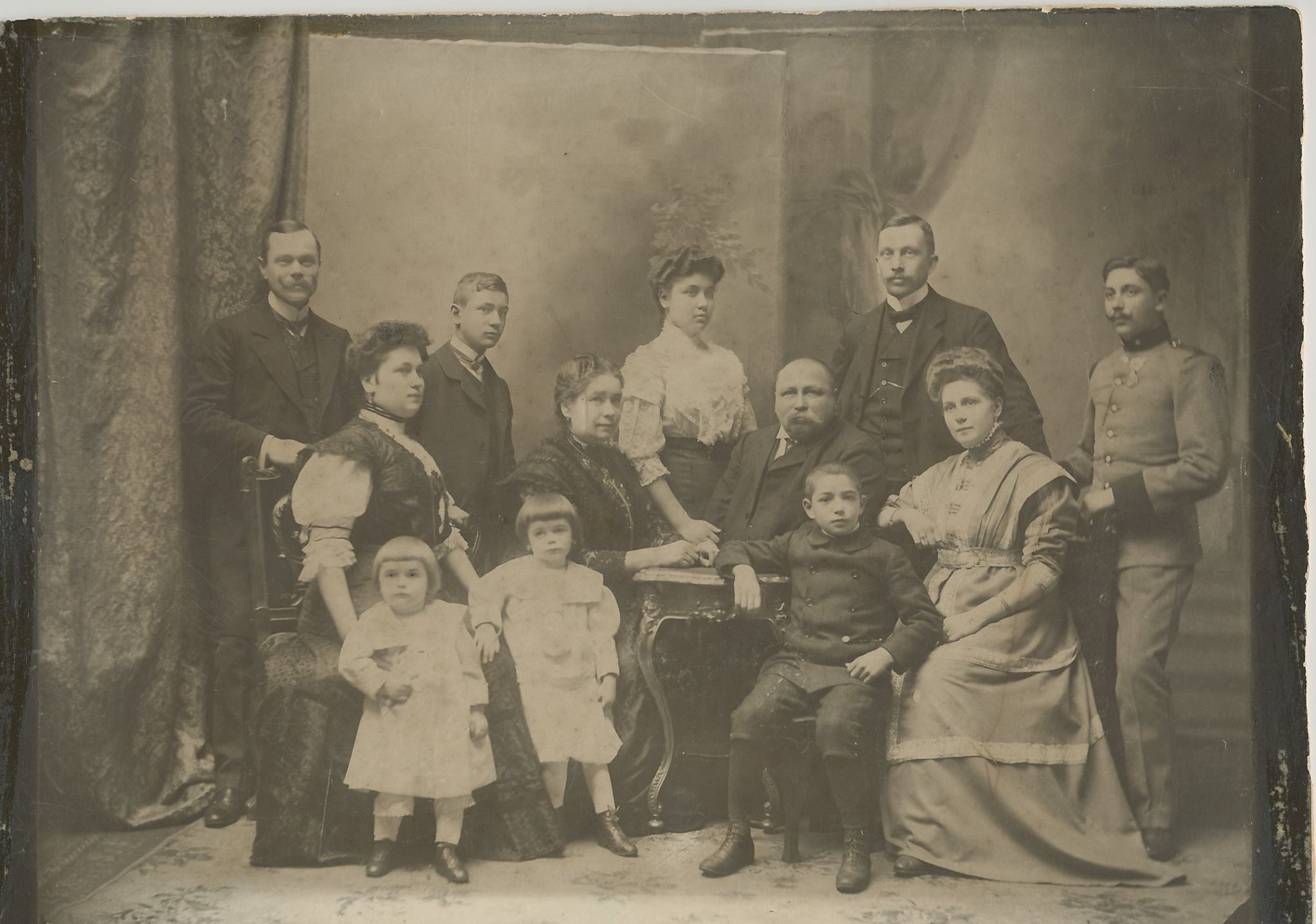
Családi kép 1908-ból (balról jobbra): Somogyi Gyula, Somogyi Gyuláné Ehmann Emma, Ehmann Pál, Ehmann Viktorné Bujk Emma, Ehmann Gizella, Ehmann Viktor, Prepeliczay Árpád, Prepeliczay Árpádné Ehmann Margit, Ehmann Viktor Béla
Előtérben a gyerekek: Somogyi Jolán, Somogyi Edit és Ehmann Béla

- Ehmann Emma (Cinkota, 1884. január 23. – Budapest, 1955. március 3.),[20] férje: Somogyi Gyula Elemér

Középiskoláit a Ranolder intézetben végezte. 1901-ben férjhez ment és Mátyásföldön laktak. Férje 1919. július 1-én halt meg. Tagja volt a Magyar Asszonyok Nemzeti Szövetségének. Gyermekei: Edit (Cinkota, 1905. május 4.), Jolán (Cinkota, 1906. november 1.), Ilona Emma (Cinkota, 1908. június 6.), Emma (?–1992) és Kornélia.
1912-ben róla nevezték el a sashalmi katolikus templom mögötti teret (1956–1974 között Templom tér, 2004-ben pedig itt épült fel a Meszlényi Zoltán Katolikus Közösségi Ház).
- ifj. Ehmann Viktor Béla (Cinkota, 1887. április 13.[31] – Budapest, 1945. május 22.),[32] felesége: Juhász Irén.

Polgári iskolát végzett, azután átvette a családi birtok vezetését. 1938-ban virilis községi képviselőként 30 magyar holdon gazdálkodott, nagy tehenészete volt. Az első világháborúban az orosz fronton harcolt, megsebesült és 75 százalékos rokkant lett. (Sógora hősi halott volt)
1910-ben ő vette át apjától a Nagyicce vendéglőt, amit 1912-ben Mayer Benedeknek adott bérbe, aki az év őszére egy kávéház vendéglőt építtetett az eredeti épület Pest fele eső kertjének sarkára.
- Ehmann Margit (1891. január 13.[34] – Cleveland?, 1974. június 15.),[35] férje: Prepeliczay Árpád Tivadar

1908. június 13-án tartotta esküvőjét a cinkotai festőgyárossal. Férje halála után, 1935-ben fiaival, Árpád Sándorral és Imrével átvették cégének irányítását, azonban az később végrehajtás alá került. Kislányuk, Gittike 12 évesen 1925-ben halt meg.
- Ehmann Gizella Etelka (1892. szeptember 29.[41] – Cinkota, 1940. március 3.),[42] férje: Huszka Gyula.

1912-ben kötött házasságot Cinkota főjegyzőjével (idősebb Huszka Gyula (1851-1909), Huszka-telep alapítójának fiával). Gyermekeik: Gyula (keresztszülei Légrády Ottó, a Pesti Hírlap tulajdonosa, az apa gyermekkori barátja és özv. Beniczky Gáborné született Batthyány Ilona grófnő voltak) és Gizella. (Unokája, Molnár Gyula Ferenc, a Veres Péter út 5. szám alatti „mini-lakótelep” létrehozója a MIÉP és a Független Kisgazdapárt színeiben indult Sashalmon az 1994-es önkormányzati választáson.)
- Ehmann Pál Imre (Cinkota, 1894. június 20.[49]), felesége Fehér Anna Rozália.

Karcagon és Pápán tanult, majd a Prepeliczay Árpád fonálfestő, fonálfényező és fehérítőgyár szolgálatába lépett, aminek később üzemvezetője és teljhatalmú megbízottja lett. Az első világháborúban az orosz, olasz, román és szerb fronton harcolt, 1918-ban szerelt le. Kis ezüst és bronz vitézségi érmet és Károly-csapatkeresztet kapott. A Cinkota—Mátyásföldi Kaszinó választmányi tagja volt.
1935-ben a Nagyicce fogadó régi, eredeti épületén annak tulajdonosaként nagyobb bontási és átalakítási munkálatokat végzett.
- Ehmann Anna (Cinkota, 1897 – Cinkota, 1899. április 20.)[52]

- Ehmann Béla (Cinkota, 1898. február 9.[53] – Kiskunhalas, 1973. március 21.),[54] felesége: Ifkovics (Ifkovits) Erzsébet

1928-ban nősült.
1929-ben az addigi bérlőktől ő vette át a Nagyicce vendéglőt, aminek elsősorban tánctermét alakíttatta át, de felújjíttatta az egész épületet is.

## Emlékezete

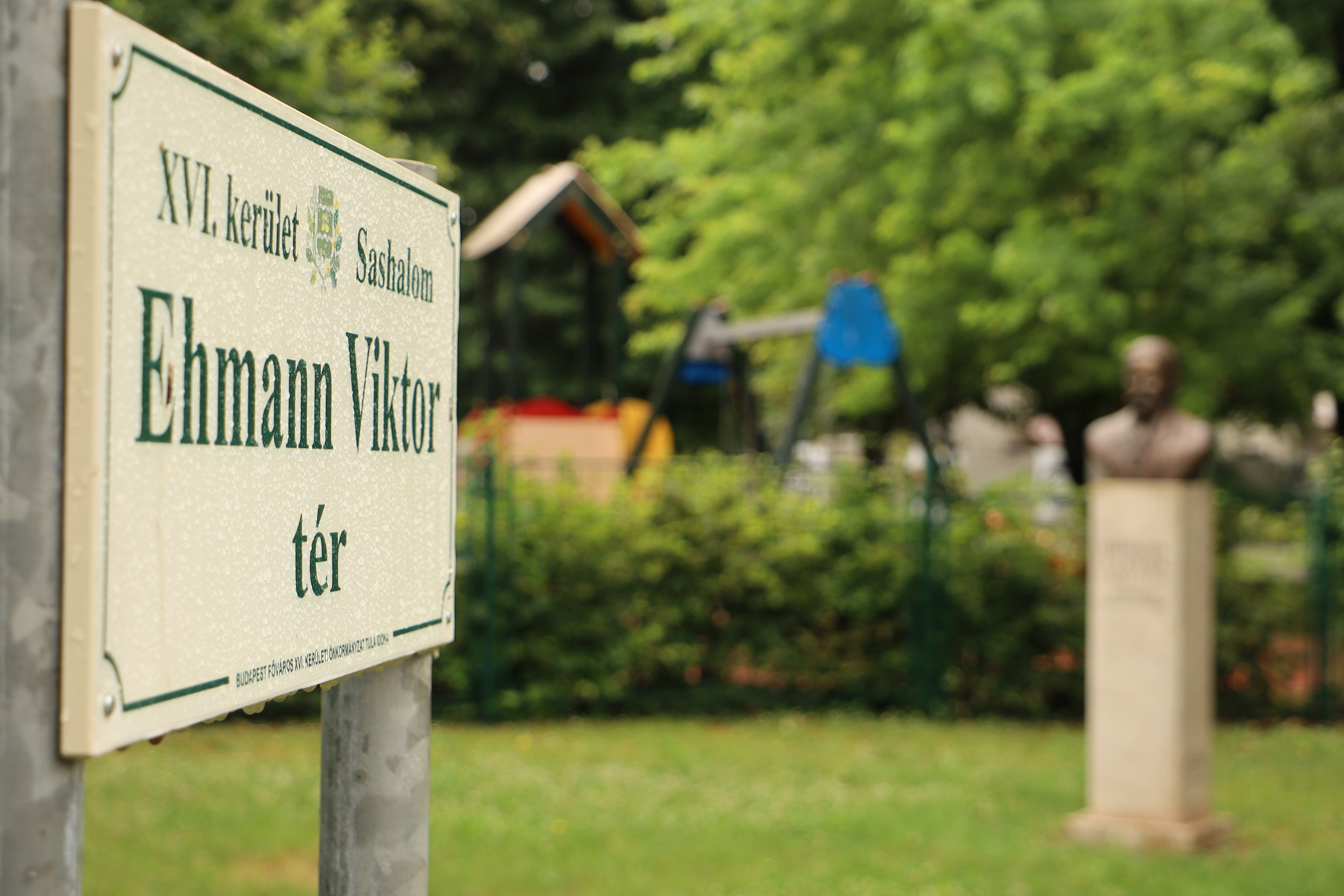

1912-ben Ehmann Viktor és neje, Bújik Emma az Ehmann-család emlékére kőkeresztet állíttatott a leendő templom telkén, melynek alapzatában erről iratot helyeztetett el. 
A helyi Egyenlőségi Kör 1914-ben rendezett úgynevezett ismerkedési estjén – az akkori székházában, a József főherceg út 32. alatti (a 2000-es években a Pirosrózsa utca és Magyarvár utca sarkán) Riezmayer-féle vendéglőben – leplezték le Ehmann Viktor, Ehmann-telep névadójának arcképét. Nevét az iskola falában elhelyezett emléktábla is őrizte. 1928 márciusában utcát neveztek el róla (ami korábban Fürst Sándor utca volt, 1956-tól Feldebrő utca lett).
2011-ben az ő emléktáblája is kikerült a XVI. kerületi helytörténeti fasorba, a Sashalmi sétányon.
2023-ban születésének 170. évfordulóján és Sashalom „születésének” centenáriumán a kerület teret nevezett el róla, ahova őt ábrázoló mellszobrot is állíttatott.